# Christian Enders
Christian Enders (* 12. April 1899 in Grebenroth; † 21. Oktober 1984) war ein deutscher Politiker (SPD) und Abgeordneter des Hessischen Landtags.

## Leben
Christian Enders machte nach dem Abschluss der Volksschule 1913 bis 1918 eine Forstlehre und besuchte 1919 bis 1920 die Forstschule. Nach dem Abschluss war er 1921 bis 1925 Forstgehilfe, 1926 bis 1928 Revierhilfsförster und bis zur Pensionierung am 30. April 1964 Gemeinderevierförster und dann Oberförster in Idstein. Ab 1946 war er Kreisjagdberater und ab 1957 stellvertretender Bezirksjagdberater.
Christian Enders war seit 1924 und wieder nach dem Krieg Mitglied der SPD. Am 29. April 1937 beantragte er die Aufnahme in die NSDAP und wurde zum 1. Mai desselben Jahres aufgenommen (Mitgliedsnummer 5.927.065). In der SPD hatte er viele Vorstandsämter inne. So war er ab 1952 Vorsitzender des SPD-Kreisverbandes Untertaunus und des SPD-Ortsvereines Idstein und seit 1950 Vorstandsmitglied des Unterbezirks Wiesbaden der SPD.
Von 1928 bis 1932 war er Stadtverordneter in Idstein. Nach dem Krieg war er erneut von 1946 bis 1948 und von 1960 bis 1972 Stadtverordneter und von 1948 bis 1960 und von 1972 bis 1981 Stadtrat in Idstein. Gleichzeitig war er ab 1948 Erster Kreisbeigeordneter des Untertaunuskreises.
Vom 1. Dezember 1962 bis zum 30. November 1970 war er zwei Wahlperioden lang Mitglied des hessischen Landtags. 1964 war er Mitglied der 4. Bundesversammlung.